# 内藤泰弘
内藤 泰弘（ないとう やすひろ、ローマ字表記：Yasuhiro Nightow、1967年4月8日 - ）は、日本の漫画家。神奈川県横浜市出身。法政大学社会学部卒業。トイトライブ主宰の一人。作品に『トライガン』などがある。

## 略歴
幼少期よりインドア派で、幼稚園ではスヌーピーのマンガを描いていた。
大学2年生の頃に初めて描いたストーリー漫画は「サンディと迷いの森の仲間たち（1989年5月発行）」。500部刷った後鴨葱スウィッチブレイドというサークルで同人誌即売会まんが ギャラリー&マーケットに初参加した際は持って行った100部が完売し、コミティア代表の中村公彦からも絶賛を受けている。大学卒業後は住宅会社にて営業職を3年あまり経験し、専業作家となる。
1990年ふゅーじょんぷろだくと『リトルボーイ』1990年夏号に同人誌「サンディと迷いの森の仲間たち」が再録される。1994年3月、集英社『スーパージャンプ』に「CALL XXXX」が掲載される。徳間書店『ファミリーコンピュータMagazine』でゲーム『サムライスピリッツ』の漫画化作品を連載。
1995年から『トライガン』を徳間書店『月刊少年キャプテン』で連載開始。同作品は1997年1月の『キャプテン』の廃刊によって中断したものの、増刊と単行本描き下ろしでひとまず完結。同年10月に掲載誌を少年画報社『ヤングキングアワーズ』に移し、『トライガン・マキシマム』として連載再開。2007年に10年に及ぶ連載を終結した。2009年には『トライガン・マキシマム』で星雲賞コミック部門を受賞。
初めて買ってもらった漫画の単行本は『天才バカボン』。中学生時代に高橋留美子の『うる星やつら』、細野不二彦の『さすがの猿飛』などの洗礼を受け、中学2年生で大友克洋の『さよならにっぽん』に衝撃を受ける。大学生時代には『ドラゴンボール』で鳥山明にはまる。
好きなアニメは『宇宙戦艦ヤマト』、『銀河鉄道999』、『機動戦士ガンダム』、『獣兵衛忍風帖』など。
相当のアメコミファンであり、スポーンのフィギュアをわざわざアメリカのトイザらスまで買い付けにいくほど熱心なコレクター。フィギュア収集としては、S.I.C.等も集めている。また海外の新進気鋭のアメコミのイラストレーター達とも親交が深く、度々パーティに招かれ、出向いている。
絵柄はアメコミから強い影響を受けており、大ゴマや見開きを使った大胆な構図と視線誘導を特徴とする。
アクションフィギュアのリボルテックに使用される「リボルバージョイント」の開発者の1人でもある。
『ヤングキングアワーズ』の同僚作家の平野耕太や六道神士とは、言わば戦友の仲。

## 作品リスト
- トライガン
  - トライガン・マキシマム
- 血界戦線
  - 血界戦線 Back 2 Back
  - 血界戦線 Beat 3 Peat

- 双葉社　コミティア30thクロニクル・１　「サンディと迷いの森の仲間たち」を収録。
- KADOKAWA　S.Flight 内藤泰弘作品集

### コミカライズ
- 女神異聞録ペルソナ 楽園の扉 - アンソロジーコミック
- サムライスピリッツ - ゲームのコミカライズ

## キャラクターデザイン
- エナジーブレイカー
- サムライスピリッツシリーズ（妖怪腐れ外道を担当）
- ガングレイヴシリーズ（原作も担当）
- 大江戸ロケット（ゲストキャラクターデザイン[5]）
- バランス戦隊ベジレンジャー（コスチュームデザイン[6]）

## イラスト
- ミルナの禁忌 サウンド・ストーリー - 白倉由美著の小説を音声化したCD
- DT覇王ドマイナー - ジャンプJブックス刊。著者は仙波千広。
- LORD of VERMILION IV（スクウェア・エニックス） - ヴァン・ヘルシング（カードイラスト）[7]

## テレビ出演
- マッスル牧場classic - イラストレーターの近藤ゆたからと共に、SMDK（さいたま未確認動物研究会）西川口支部のメンバー役として出演。
- MAG・ネット（BS2、2010年6月6日、特集『トライガン』）